# Francon
Francon är en kommun i departementet Haute-Garonne i regionen Occitanien i södra Frankrike. Kommunen ligger i kantonen Cazères som tillhör arrondissementet Muret. År 2022 hade Francon 239 invånare.

## Befolkningsutveckling
Antalet invånare i kommunen Francon
Referens:INSEE